# 西金沢駅
西金沢駅（にしかなざわえき）は、石川県金沢市西金沢一丁目にある、IRいしかわ鉄道線の駅である。
本項目では、当駅東側に隣接し、金沢市米泉町七丁目に所在する北陸鉄道石川線の新西金沢駅についても記載する。駅番号はI03。

## 歴史

### 国鉄→JR→IRいしかわ鉄道
- 1912年（大正元年）8月1日：国鉄北陸本線の松任駅と金沢駅間の石川郡押野村に、一般駅の野々市駅（初代。現在の野々市駅とは無関係）として開業[1][2]。
- 1925年（大正14年）10月1日：西金沢駅に改称[2]。
- 1956年（昭和31年）1月1日：押野村が金沢市に編入され、金沢市所在の駅となる。
- 1961年（昭和36年）4月：駅舎を改築する。
- 1984年（昭和59年）2月1日：貨物の取り扱いを廃止し、旅客駅となる[3]。
  - 廃止以前は、駅周辺にある加賀製紙工場や日本たばこ産業金沢工場（2009年3月末閉鎖）、羽二重豆腐工場などへ専用線が続き、貨物輸送を行っていた。また、側線を有していたほか貨車への積み降ろしを行う小規模な貨物ホームが設置されており、ホーム上ではフォークリフトが運用されていた。
- 1985年（昭和60年）3月14日：荷物の取り扱いを廃止[3]。
- 1987年（昭和62年）4月1日：国鉄分割民営化により、西日本旅客鉄道の駅となる[3]。
- 1992年（平成4年）7月1日：みどりの窓口開設[4]。
- 2011年（平成23年）10月2日：建造中であった橋上駅の駅舎および東西を連絡する自由通路が完工し、使用を開始[5]。これにより駅西側に出入口が追加され、それまで東側のみだった出入口が2か所となった。また金沢市も、管轄する西口駐輪場を同日から共用開始した。
- 2017年（平成29年）4月15日：ICカード「ICOCA」の利用が可能になる[6][7][8][9][10]。
- 2022年（令和4年）
  - 10月31日：みどりの窓口の営業を終了[11][12]。
  - 11月1日：終日無人化[11][12]。
- 2024年（令和6年）3月16日：北陸新幹線金沢駅 - 敦賀駅延伸開業に伴い、IRいしかわ鉄道の駅になる。

### 北陸鉄道
- 1915年（大正4年）6月22日：石川鉄道の当駅 - 鶴来駅間の開業に伴い[13]、駅開設[14][15]。当時の駅名は新野々市駅。
- 1923年（大正12年）5月1日：金沢電気軌道が石川鉄道を買収し、同社の駅となる[13]。
- 1925年（大正14年）10月1日：駅名を新西金沢駅に改称[15]。
- 1943年（昭和18年）10月13日：北陸鉄道設立に伴い、同社の石川線の駅となる[16]。
- 1976年（昭和51年）4月1日：貨物営業を廃止[17]。
- 1989年（平成元年）10月1日：駅業務を委託化[15]。

## 駅構造

### IRいしかわ鉄道

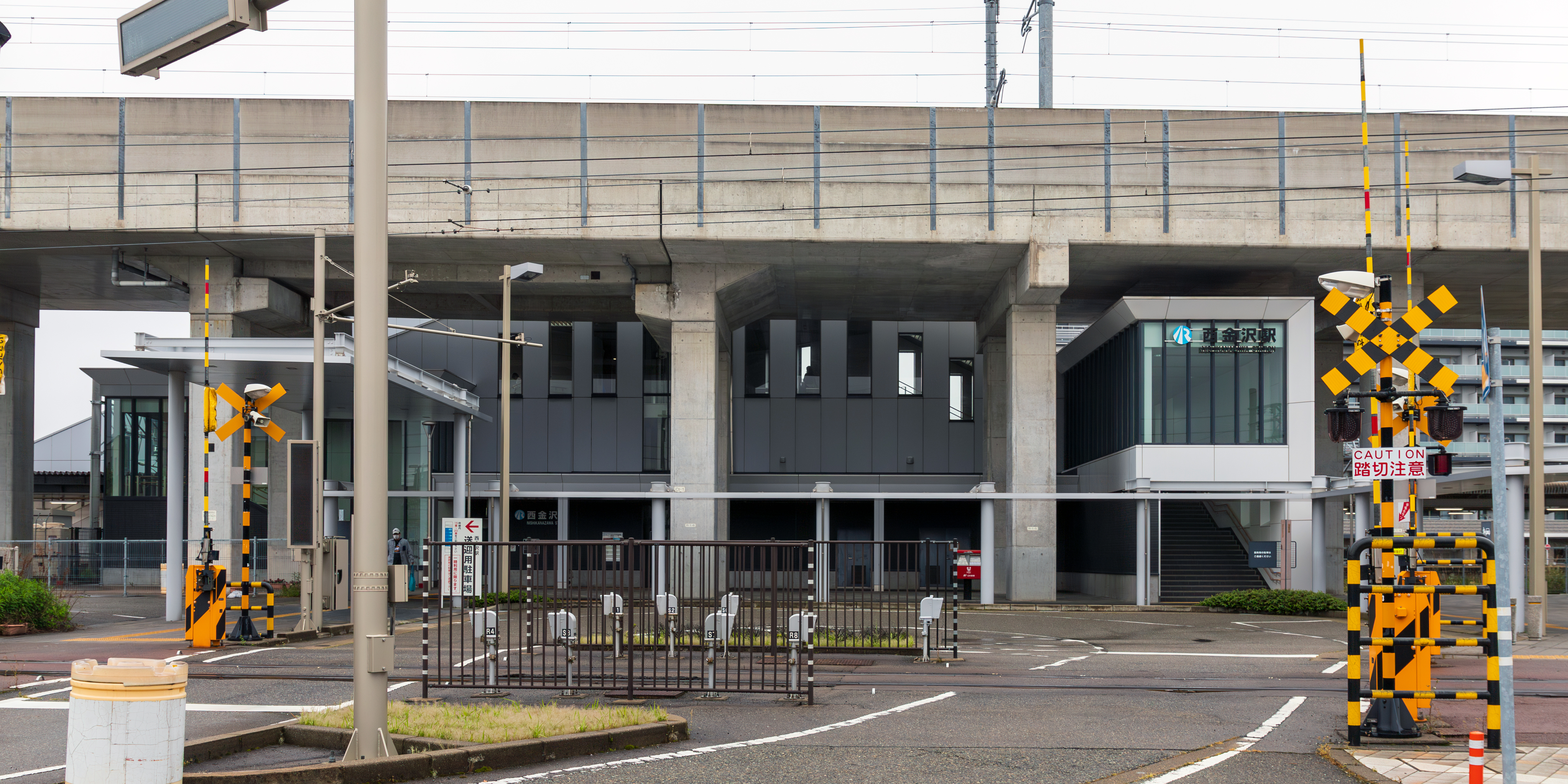
東口（2024年4月）

金沢駅が管理する無人駅。島式ホーム1面2線を持つ地上駅で橋上駅舎を有する。かつて駅舎が地上にあった頃は複数の側線を有していたが、2011年の橋上駅化にあわせて留置線を2線残し、ほかは廃止された。廃止された側線の一部は保線訓練施設として再利用されているが架線には給電されていない。これら側線だった用地が残っており跨線橋を兼ねる東西自由連絡通路がその用地も跨いでいるため、駅の規模に比して跨線橋の空中部分が長い。2024年時点で駅に付帯する商業施設はない。
北陸鉄道石川線とは、線路は常時接続されていないものの、かつては北陸鉄道の車両をJR線を経由して輸送するときに一時的に接続するための用地が確保されていた。この用地は後に北陸新幹線の高架橋脚敷地および駐車場に転用された。

#### のりば
| のりば | 路線              | 方向 | 行先           |
| ------ | ----------------- | ---- | -------------- |
| 1      | ■IRいしかわ鉄道線 | 上り | 小松・福井方面 |
| 2      | ■IRいしかわ鉄道線 | 下り | 金沢方面       |

接近警告機から鳴るメロディは、1番のりばが「村の鍛冶屋」、2番のりばが「アニーローリー」である。同時入線には「カッコウ」が流れる。

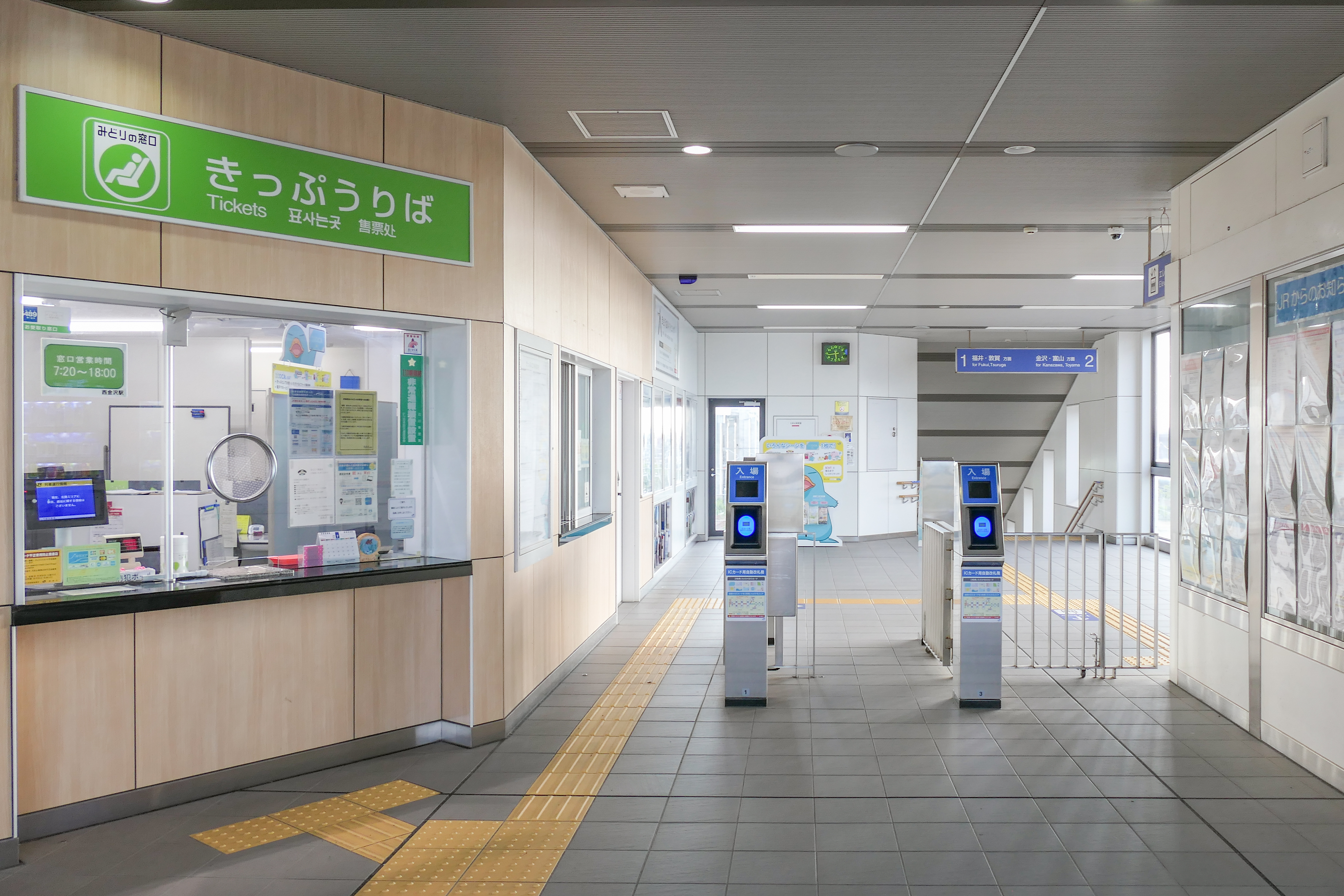
改札口と切符売り場（2022年7月）
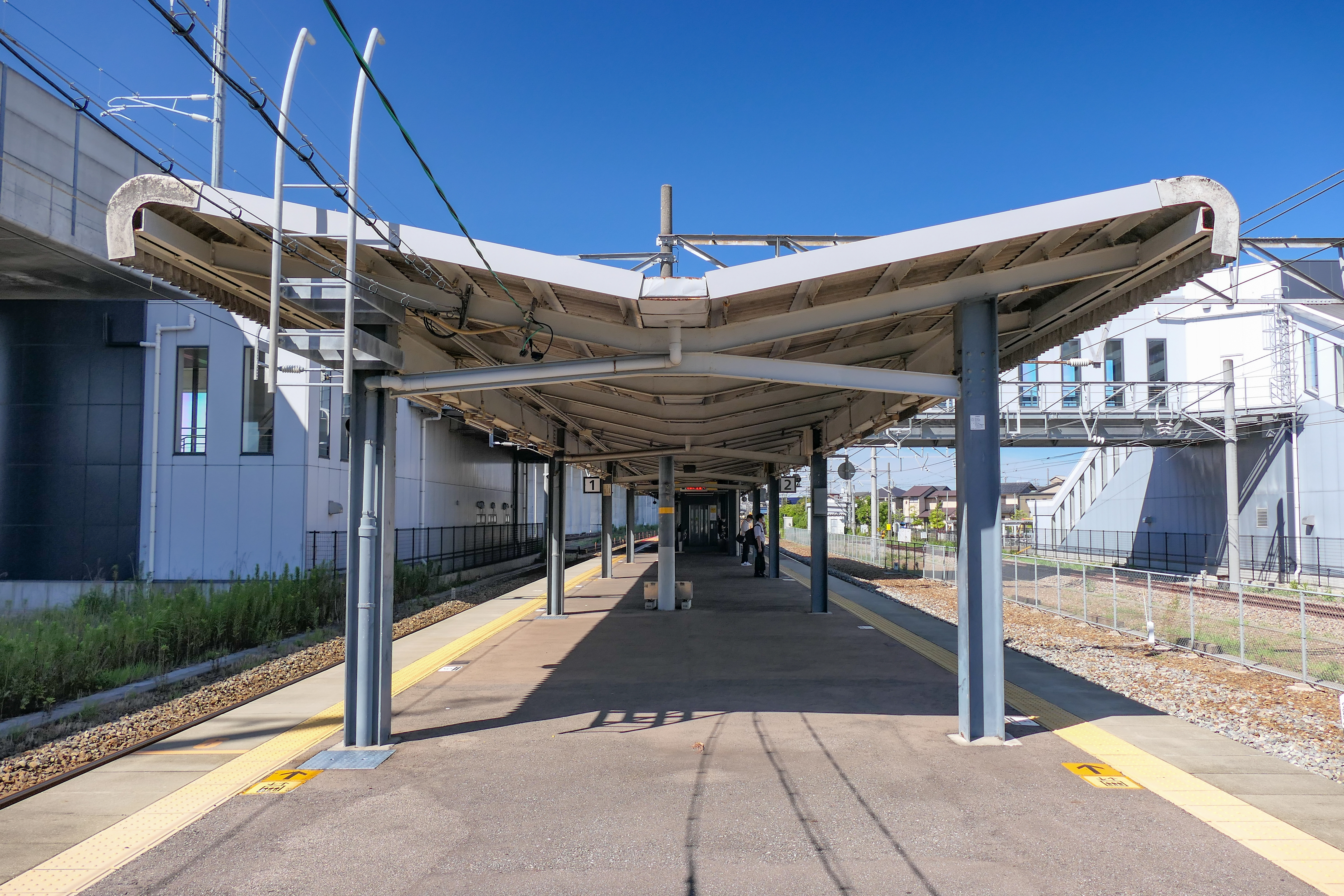
ホーム（2022年7月）
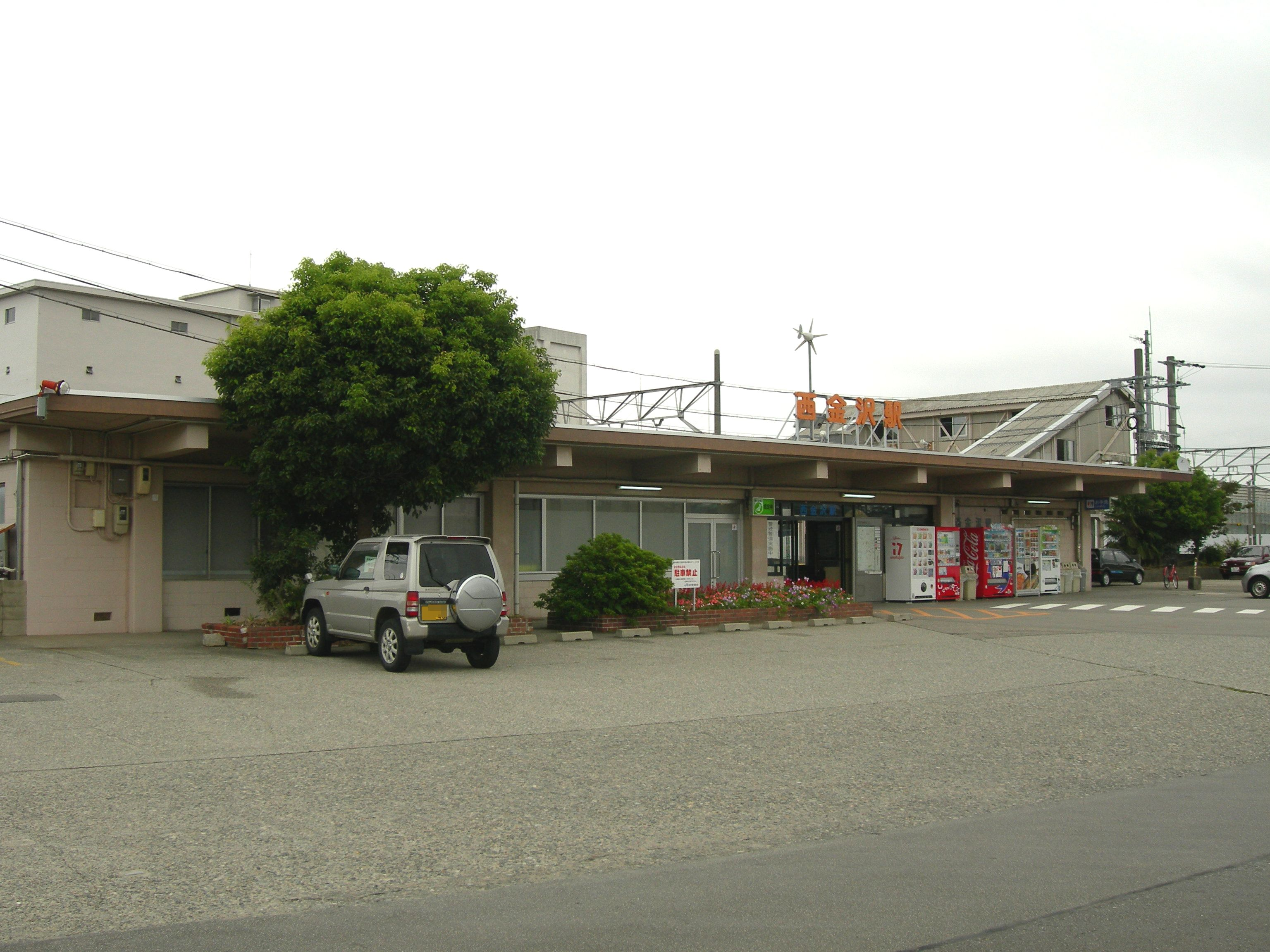
現在の東口にあたる旧駅舎入口（2009年8月）

### 北陸鉄道 (新西金沢駅)
島式ホーム1面2線を有する地上駅である。駅本屋からホームへは構内踏切を経て連絡する。
単線区間の交換可能駅であるが、2023年4月1日改正ダイヤにおいてこの駅で上下列車が行違う本数は上下各7本に限られており、日中の時間帯は、鶴来駅と額住宅前駅で行き違うダイヤとなっている。また、平日・土曜日の日中の一部時間帯に駅係員が配置されている。
かつては車両整備工場や車庫を併設した石川線の核となる駅であった。工場・車庫が鶴来駅に移転した後も、待機車両用の留置線を2本有している。2駅離れた終点の野町駅が、旅客車両の駐留のみであったのに対し、当駅の留置線は貨物用電気機関車や除雪用機械、現役を退いた予備車両などが留置されていた。

#### のりば
| ホーム | 路線    | 方向 | 行先     | 備考                                   |
| ------ | ------- | ---- | -------- | -------------------------------------- |
| 北側   | ■石川線 | 上り | 野町方面 | 駅舎およびIRいしかわ鉄道線西金沢駅舎側 |
| 西側   | ■石川線 | 下り | 鶴来方面 |                                        |

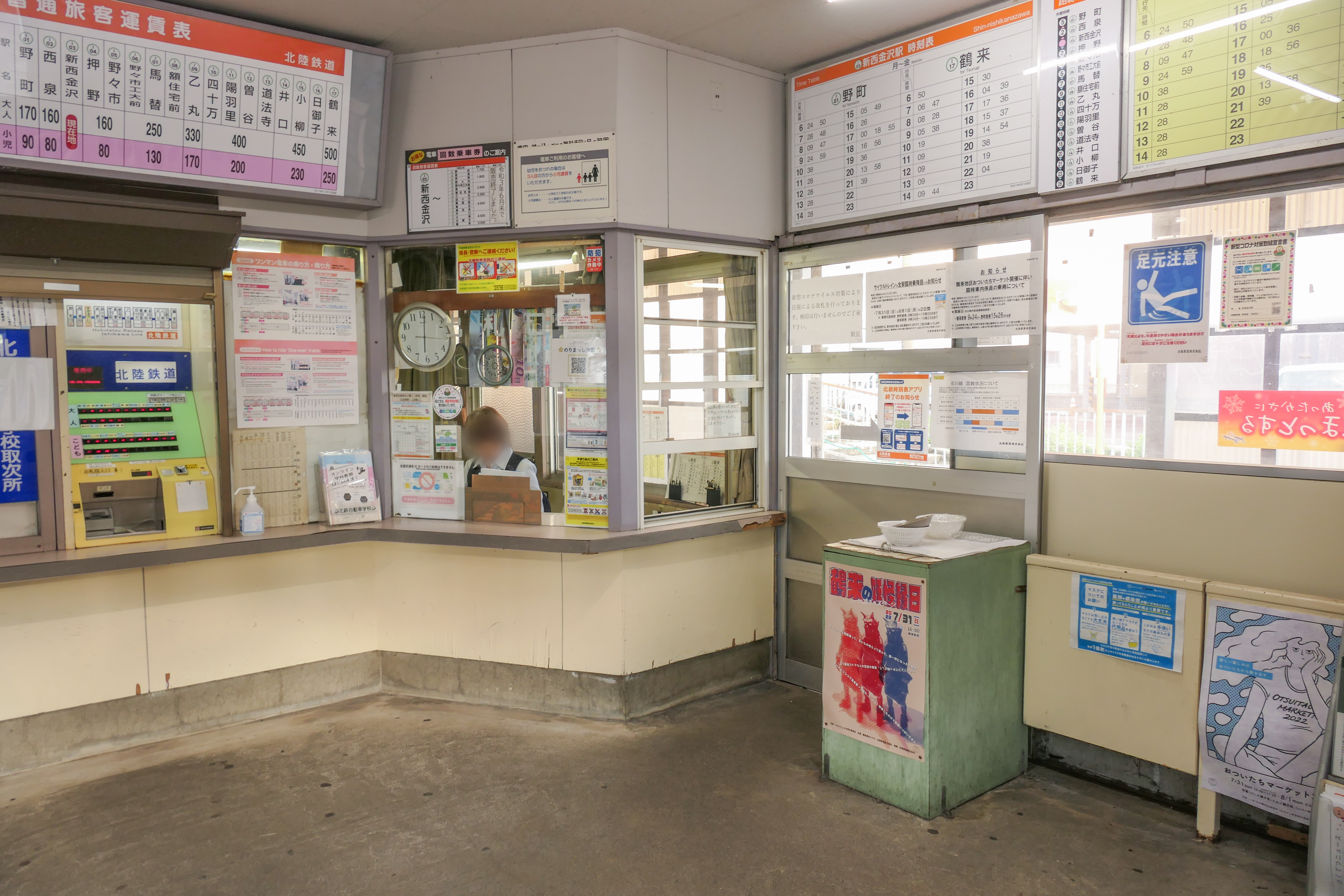
改札口と切符売り場（2022年7月）
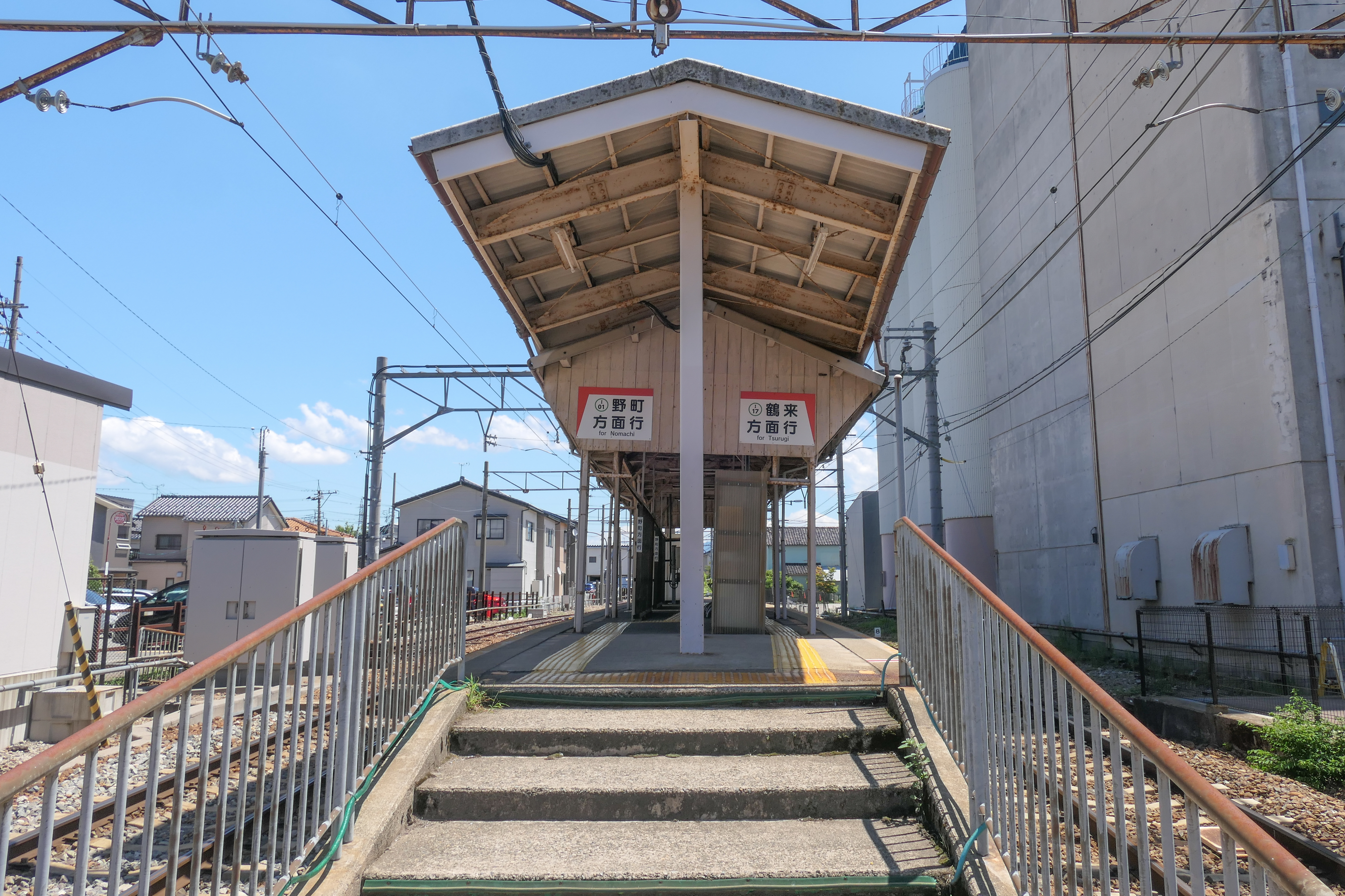
ホーム（2022年7月）
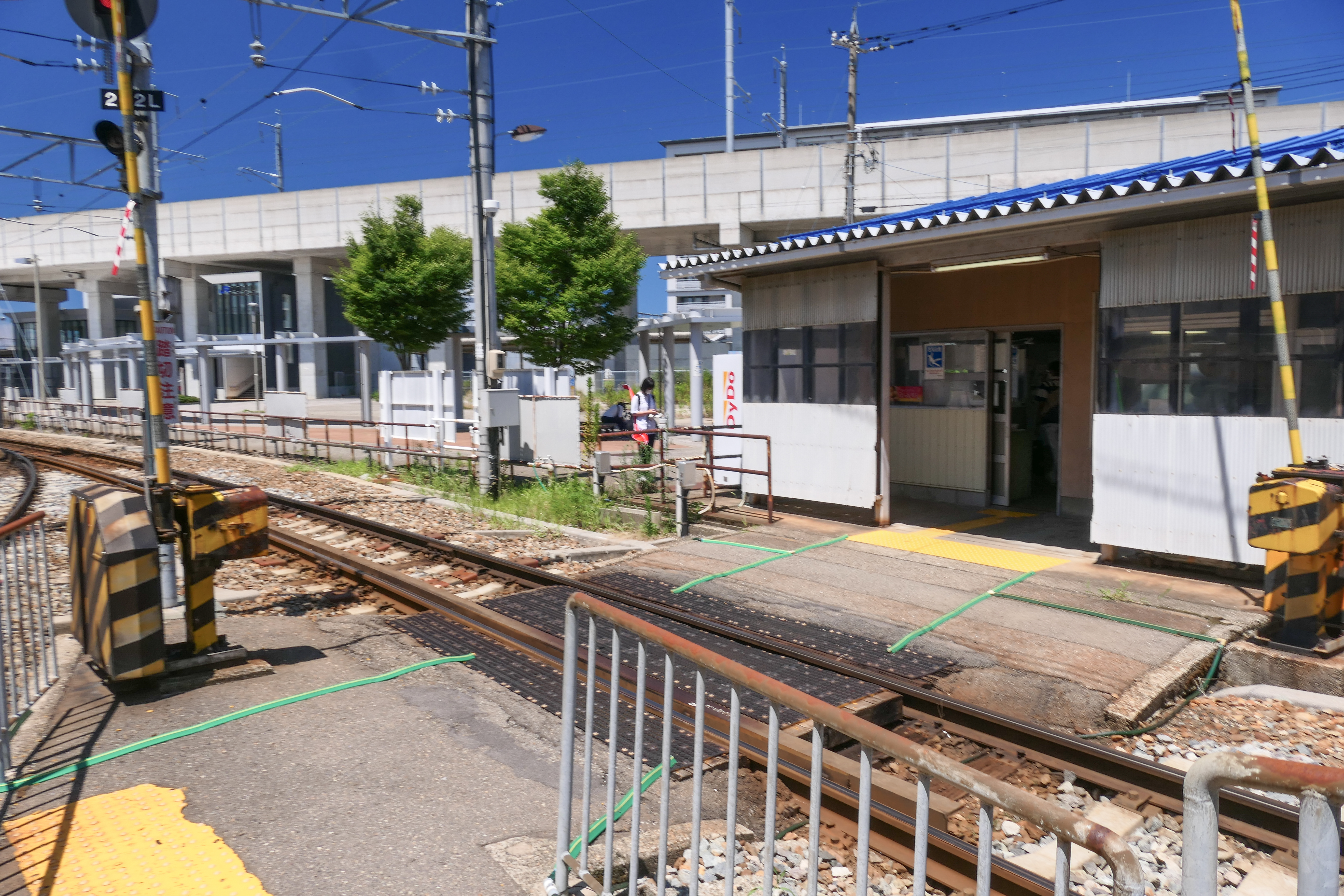
構内踏切（2022年7月）

## 利用状況
- JR西日本 - 2019年度の1日平均乗車人員は3,032人である[25]。
- 北陸鉄道 - 2019年度の1日平均乗降人員は1,107人である。同社の駅では野町駅に次いで第4位。

1996年以降の推移は以下のとおり
。
| 年度               | JR西日本         | 北陸鉄道         |
| 年度               | 1日平均 乗車人員 | 1日平均 乗降人員 |
| ------------------ | ---------------- | ---------------- |
| 1996年（平成08年） | 2,686            |                  |
| 1997年（平成09年） | 2,660            |                  |
| 1998年（平成10年） | 2,565            |                  |
| 1999年（平成11年） | 2,473            |                  |
| 2000年（平成12年） | 2,279            |                  |
| 2001年（平成13年） | 2,192            |                  |
| 2002年（平成14年） | 2,221            |                  |
| 2003年（平成15年） | 2,223            |                  |
| 2004年（平成16年） | 2,253            |                  |
| 2005年（平成17年） | 2,222            |                  |
| 2006年（平成18年） | 2,182            | 914              |
| 2007年（平成19年） | 2,193            |                  |
| 2008年（平成20年） | 2,253            |                  |
| 2009年（平成21年） | 2,170            |                  |
| 2010年（平成22年） | 2,270            |                  |
| 2011年（平成23年） | 2,338            | 948              |
| 2012年（平成24年） | 2,398            | 935              |
| 2013年（平成25年） | 2,458            | 973              |
| 2014年（平成26年） | 2,334            | 889              |
| 2015年（平成27年） | 2,628            | 960              |
| 2016年（平成28年） | 2,777            | 1,066            |
| 2017年（平成29年） | 2,910            | 1,107            |
| 2018年（平成30年） | 2,992            | 1,107            |
| 2019年（令和元年） | 3,032            | 1,107            |

## 駅周辺
駅名は伝統的な地域名称などではなく都市名に方角を冠したのみだが、付近には「西金沢」の町名もある。地域は西金（にしかね）と通称されることが多く、付近のバス停のうちいくつかは「西金○丁目」と命名されている。なお、西金沢駅の所在地は西金沢1丁目1番地である。
西金沢駅東口前を通る石川県道195号倉部金沢線沿いには「西金プリンスロード商店街」（1986年に皇太子時代の徳仁が西金沢駅から自動車で通りを通過したのが由来）と称する小規模な商店街が形成され、金融機関のほかコンビニエンスストアなども立地している。また、加賀製紙と金沢製粉が西金沢駅東口側（新西金沢駅側）に、羽二重豆腐の本社・工場が西金沢駅西口側にある。
東口前および西口ロータリーにはタクシー乗場が設置されている。

## バス路線
東口の石川線の踏切近隣に北鉄金沢バス西金沢線と鳴和増泉線の「西金沢」バス停がある。
また、駅西広場に北鉄金沢バス上荒屋線の「西金沢駅西口」バス停がある。

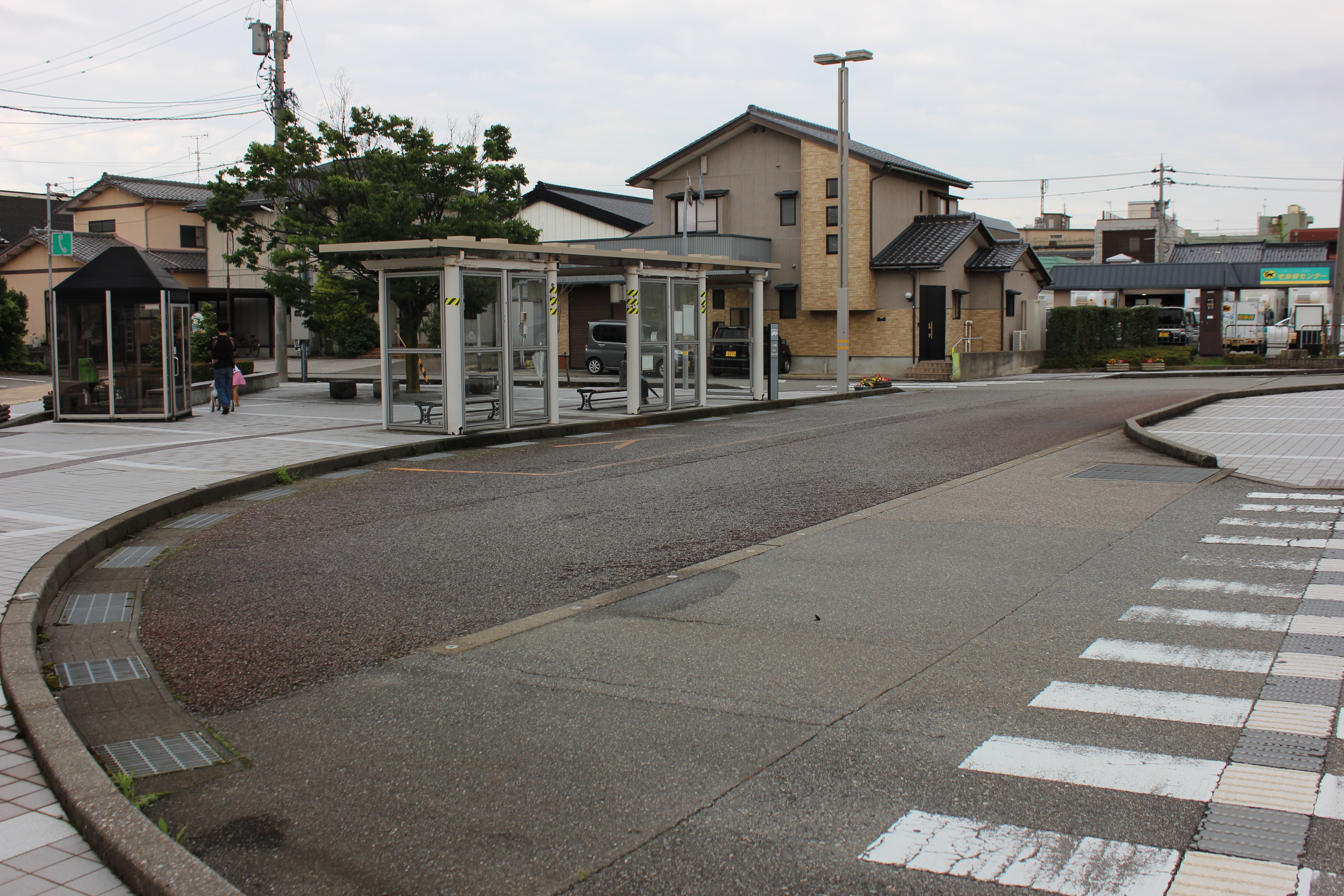
東口にある「西金沢」バス停（2020年7月）
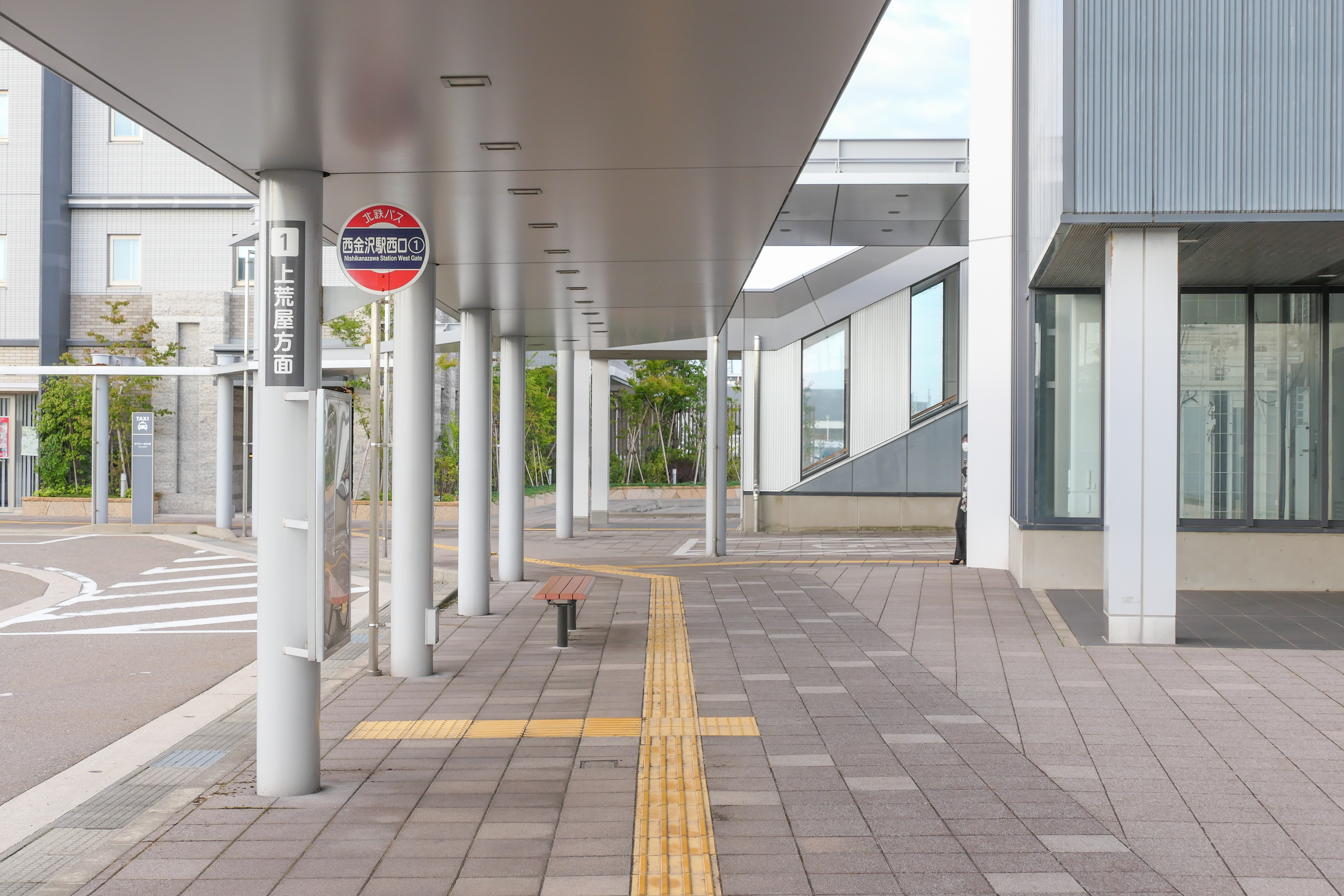
西口にある「西金沢駅西口」バス停（2022年7月）

## 隣の駅
IRいしかわ鉄道
■IRいしかわ鉄道線
■快速
通過
■普通
野々市駅 - 西金沢駅 - 金沢駅
北陸鉄道
■石川線
西泉駅 (I02) - 新西金沢駅 (I03) - 押野駅 (I04)